# Еміль Нольде
Емі́ль Но́льде (нім. Emil Nolde, справжнє ім'я Ганс Еміль Гансен; 7 серпня 1867 — 13 квітня 1956) — німецько-данський  живописець і гравер. Один із перших експресіоністів, учасник артгурту «Die Brücke». Вважається одним із видатних художників XX століття, які малювали олією та аквареллю. Відомий своєю енергійною манерою і виразним вибором кольорів. У його роботах часто з'являються золотисто-жовті й темно-червоні кольори, які дають світлові й похмурі тони. Його акварелі включають у себе живі, задумливі пейзажі і яскраві квіти. Нольде здобув славу завдяки своїм виразним кольоровим рішенням.

## Життєпис

«Квітковий сад» (1908)

Ганс Еміль Хансен народився неподалік від села Нольде (з 1920 року частина муніципалітету Буркал у Південній Ютландії, Данія), у прусському князівстві Шлезвіг.
Виріс на фермі. Його батьки, побожні протестанти, походили з фризьких і данських селян. Еміль зрозумів, що він непридатний для фермерського життя й не схожий на своїх трьох братів. Між 1884 і 1891 роками навчався на різьбяра та ілюстратора у Фленсбурзі і працював на меблевих фабриках. Подорожував у Мюнхені, Карлсруе й Берліні.

## Основні твори

«Танець навколо Золотого теля», 1910

До найважливіших творів, написаних олією, відносять:
- «Читання молодої жінки» (1906),
- «Квітковий сад» (1908),
- «Танець навколо Золотого теля», 1910
- «Молода пара» (1913),
- «Квіти і хмари» (1933).[13]

Праця «Пророк» (1912), що зберігається в Музеї сучасного мистецтва в Нью-Йорку, вважається найважливішою гравюрою і водночас іконою мистецтва ХХ століття.
До творчості Еміля Нольде знову звернули увагу після того, як картину під назвою «Квітковий сад (Чорнобривці)» (1917—1919), яка виставлена в Музеї сучасного мистецтва (Стокгольм, Швеція) й оцінена в 4 млн. $, виявив Отто Натан Дойч, німецько-єврейський утікач, чиї спадкоємці, зокрема й ті, що пережили Голокост, попросили повернути її. 2007 року шведський уряд своїм рішенням зобов'язав музей розрахуватися зі спадкоємцями. Картину продали шведському музеї на аукціоні у Швейцарії 1967 року.
На початку XXI сторіччя картини Нольде оцінюються в кілька мільйонів доларів на аукціонах, що проводяться провідними міжнародними аукціонними будинками. 8 лютого 2012 картину «Квітковий сад» (1908) продали на аукціоні Сотбі в Лондоні за $ 3 272 673.

## Галерея

«Поховання Ісуса Христа», 1915